# Richard Coulas
Richard Coulas, né le 19 avril 1980, est un joueur de rugby à XV évoluant au poste de talonneur (1,80 m pour 100 kg).

## Clubs successifs
- US bressane jusqu'en 2005
- Racing Métro 92 2005-2006
- US bressane de 2006 à 2010

## Palmarès
- International universitaire : 1 sélection en 2004-2005 (Angleterre U).